# Museu Internacional de Escultura Contemporânea

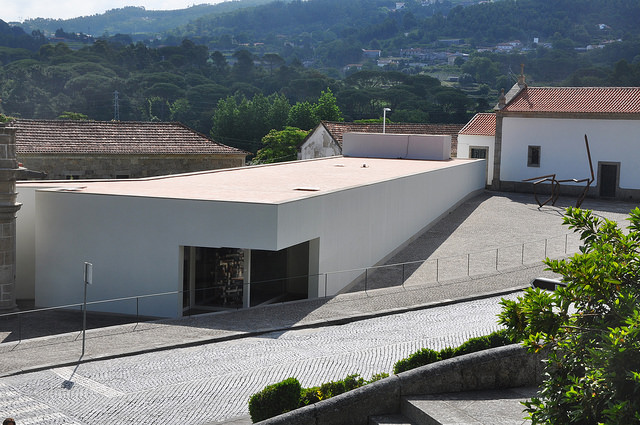
Museu Internacional de Escultura Contemporânea

O Museu Internacional de Escultura Contemporânea (MIEC) está localizado em Santo Tirso sendo o único museu de escultura ao ar livre em Portugal.
O edifício de acolhimento do Museu Internacional de Escultura Contemporânea foi encomendado pela Câmara Municipal de Santo Tirso ao arquiteto Álvaro Siza Vieira, enquanto a intervenção no Museu Municipal Abade Pedrosa, instalado no contíguo Mosteiro de Santo Tirso, antigo mosteiro beneditino classificado como monumento nacional, foi encomendado ao arquiteto Eduardo Souto de Moura.

## Acervo
Atualmente com mais de 50 esculturas espalhadas por cinco núcleos principais da cidade – Parque D Parque D. Maria II e jardins adjacentes; Praça 25 de Abril; Parque dos Carvalhais; Praça Camilo Castelo Branco; e Parque Urbano de Rabada –, o MIEC funciona, enquanto espaço de reflexão do binómio cidade/arte, como polo aglutinador de projetos de arte contemporânea, aproveitando a singularidade da sua organização e a relação com o espaço que ocupa, assumindo-se como um campo plural e ativo na dinamização das artes plásticas. Enquanto instituição museológica, pretende ser um espaço de diálogo e confronto de várias correntes artísticas, de divulgação da arte contemporânea e de debate do papel da arte pública. 
O MIEC nasceu na sequência de uma sugestão do escultor Alberto Carneiro ao Município de Santo Tirso, formulada em 1990, para a realização de um simpósio de escultura ao qual estivessem subjacentes temáticas ligadas à arte contemporânea e, especificamente, à escultura enquanto arte pública. Após a realização de quatro simpósios de escultura, a Câmara Municipal de Santo Tirso, presidida por Joaquim Couto, aprova, a 20 de novembro de 1996, a constituição do MIEC, instituição que, organicamente tem por funções: a realização dos simpósios bienais de escultura; assegurar a manutenção e conservação das esculturas; e ainda proceder à divulgação e dinamização das atividades realizadas. 
O Museu foi formalmente inaugurado em 1997, pelo Presidente da República, Jorge Sampaio. O organigrama funcional do MIEC foi reformulado em 25 de Março de 1999, redefinindo-se a estrutura e competências dos vários serviços que integram o Museu. A sua estrutura orgânica conta com assessoria de dois comissários, designadamente o comissário artístico nacional, o professor Alberto Carneiro, e o comissário artístico internacional, Gérard Xuriguera, professor e crítico de arte.
Assim, desde 1991 a cidade de Santo Tirso acolhe o Simpósio Internacional de Escultura, reunindo artistas de todo o mundo. O projeto inicial prevê a realização de 10 simpósios, tendo já sido realizados nove, encontrando-se o X a decorrer. Os simpósios desenvolvem-se por um período de tempo definido, geralmente de dois meses, durante os quais os escultores executam as suas obras e procedem à sua implantação nos espaços públicos do município.

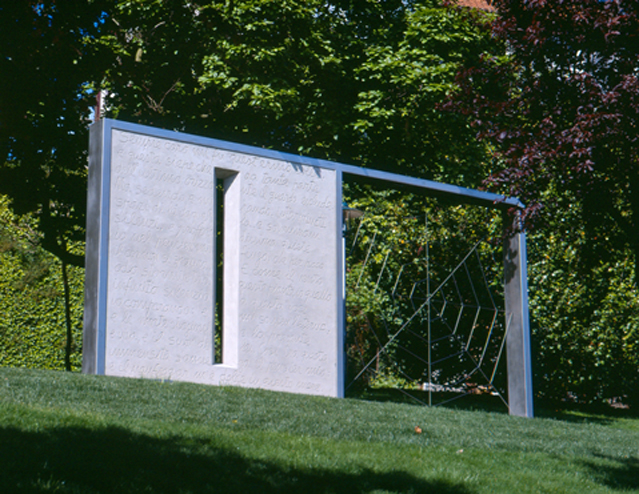
"O Infinito" - José Barrias
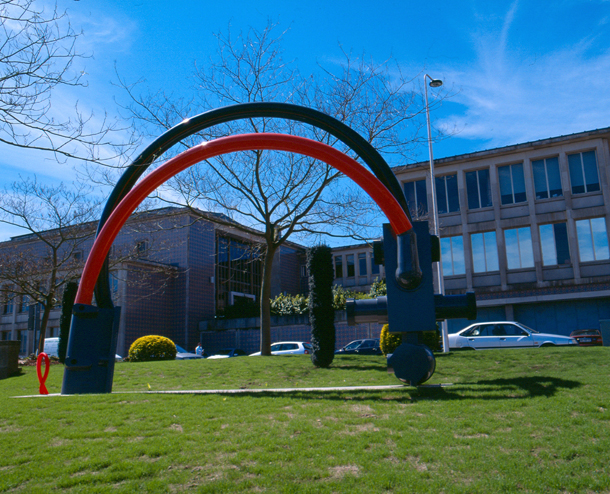
"Sem título" - Peter Klasen
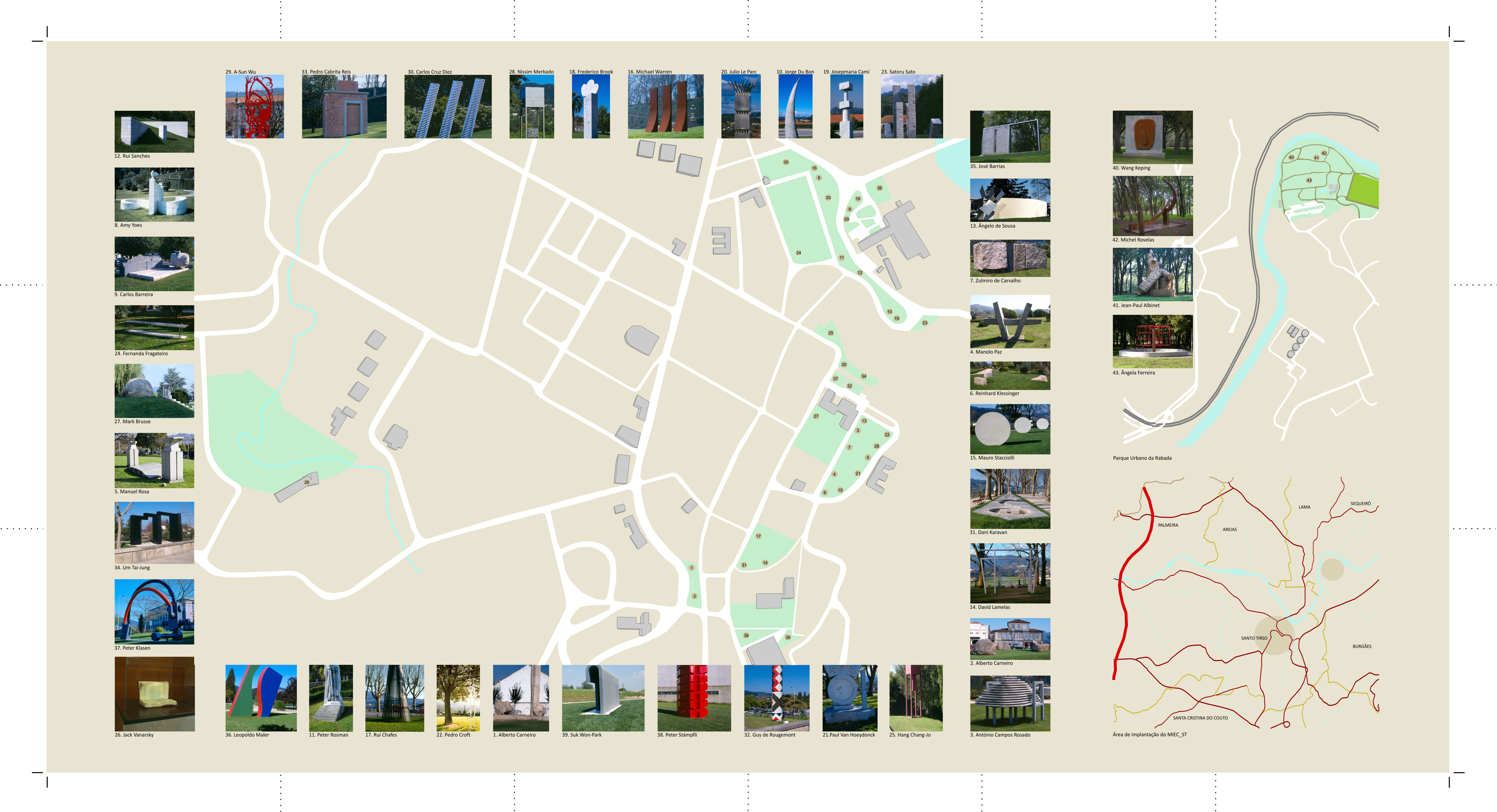
Planta de localização das esculturas na cidade de Santo Tirso